# Wietły
Wietły (ukr. Ветли, Wetły) – wieś na Ukrainie, w obwodzie wołyńskim, w rejonie kamieńskim, w hromadzie Lubieszów. W 2001 roku liczyła 1814 mieszkańców.
Do 2020 w rejonie lubieszowskim. 